# Barranc de Pedret
El Barranc de Pedret és un curs fluvial al terme de Reus a la comarca catalana del Baix Camp.
És la continuació del Barranc del Roquís, des de la carretera de Riudoms en avall, però molta gent aplica aquest nom a tota l'extensió del barranc del Roquís. Va prendre el nom del Mas de Pedret, després dit de Montagut, de la mateixa manera que abans l'havia pres del mateix mas, quan a aquest se'l coneixia com a Mas del Robuster.
Passa a ponent del Barri de la Immaculada, travessa la T-11 i voreja el Mas de Gasparó, passa per més avall de l'Ermita de Misericòrdia, travessa la partida de Rubió, passa per la de Porpres, per sota del Mas de Valls, i prop del Mas de les Monges, es reuneix amb el Barranc de l'Escorial per formar tots dos el de Mascalbó. Antigament se l'havia anomenat "torrent de na Galzina".